# Сето-Найкай
Се́то-Найка́й — национальный парк в Японии. Создан 16 марта 1934 года для обеспечения защиты различных участков моря и островов Внутреннего моря. Расположен между островами Хонсю и Сикоку.
Парк, площадь которого составляет 66,934 га, состоит из множества островов и островков, скал, покрытых растительностью. Один из них — остров Ицукусима, где находится святилище Ицукусима.
Необычное явление, которое встречается во Внутреннем Японском море — водовороты Наруто.